# راسيل فلانغن
راسيل فلانغن (بالإنجليزية: Russ Flanagan)‏ هو صحفي أمريكي، ولد في 21 مايو 1974 في بلدة دنفيل ‏ في الولايات المتحدة، وتوفي في 5 فبراير 2008 في وايتهول ‏ في الولايات المتحدة.